# Tropická bouře Leslie (2000)
Tropická bouře Leslie byla 12. pojmenovanou bouří atlantické hurikánové sezóny 2000, zformovala se 4. října 2000 východně od Floridy jako subtropická bouře a rozptýlila se 12. října 2000 západně od Irska.
Nejvyšší rychlost větru byla naměřena právě východně od Floridy – 75 km/h. Vinou bouře byly zabity 3 osoby.

## Postup
Tato bouře se zformovala 4. října 2000 poblíž Floridy jako subtropická bouře, z prohlubně nízkého tlaku. Zesilovala a získala prvky bouře tropické, na kterou byla 5. října překlasifikována a pojmenována Leslie. Větry dosahovaly rychlosti až 75 km/h a na Floridě napršelo až 440 mm srážek. Voda zatopila tisíce domů a zavinila smrt tří lidí. Po záplavách byly části jižní Floridy prohlášeny za oblast katastrofy. Škody na jihu Floridy dosáhly celkové výše kolem 950 000 000 amerických dolarů, z nichž přibližně polovina byly zemědělské škody.
Poté začala bouře slábnout a postupovala na východ. 7. října se z ní stala mimotropická cyklóna a rozptýlila se u pobřeží Irska o 5 dní později.